# Integral de Selberg
En matemàtiques, la integral de Selberg és una generalització de la funció beta d'Euler a n dimensions introduïdes per Atle Selberg (1944)

## La fórmula integral de Selberg
{\displaystyle {\begin{aligned}S_{n}(\alpha ,\beta ,\gamma )&=\int _{0}^{1}\cdots \int _{0}^{1}\prod _{i=1}^{n}t_{i}^{\alpha -1}(1-t_{i})^{\beta -1}\prod _{1\leq i<j\leq n}|t_{i}-t_{j}|^{2\gamma }\,dt_{1}\cdots dt_{n}\\&=\prod _{j=0}^{n-1}{\frac {\Gamma (\alpha +j\gamma )\Gamma (\beta +j\gamma )\Gamma (1+(j+1)\gamma )}{\Gamma (\alpha +\beta +(n+j-1)\gamma )\Gamma (1+\gamma )}}\end{aligned}}}
La fórmula de Selberg implica la identitat de Dixon per a les sèries hipergeomètriques ben ponderades, i alguns casos especials de la conjectura de Dyson.

## La fórmula integral d'Aomoto
Aomoto (1987) va provar una fórmula integral una mica més general:
{\displaystyle \int _{0}^{1}\cdots \int _{0}^{1}\left(\prod _{i=1}^{k}t_{i}\right)\prod _{i=1}^{n}t_{i}^{\alpha -1}(1-t_{i})^{\beta -1}\prod _{1\leq i<j\leq n}|t_{i}-t_{j}|^{2\gamma }\,dt_{1}\cdots dt_{n}}
{\displaystyle =S_{n}(\alpha ,\beta ,\gamma )\prod _{j=1}^{k}{\frac {\alpha +(n-j)\gamma }{\alpha +\beta +(2n-j-1)\gamma }}.}

## La fórmula integral de Mehta
La integral de Mehta és
{\displaystyle {\frac {1}{(2\pi )^{n/2}}}\int _{-\infty }^{\infty }\cdots \int _{-\infty }^{\infty }\prod _{i=1}^{n}e^{-t_{i}^{2}/2}\prod _{1\leq i<j\leq n}|t_{i}-t_{j}|^{2\gamma }\,dt_{1}\cdots dt_{n}.}
És la funció de partició per a un gas de càrregues puntuals que es mouen sobre una línia que s'atreu a l'origen (Mehta 2004). El seu valor es pot deduir del de la integral de Selberg, i és
{\displaystyle \prod _{j=1}^{n}{\frac {\Gamma (1+j\gamma )}{\Gamma (1+\gamma )}}.}
Això ho va conjecturar Mehta & Dyson (1963), que desconeixien els treballs anteriors de Selberg.

## La fórmula integral de Macdonald
Macdonald (1982) va conjecturar la següent extensió de la integral de Mehta a tots els sistemes d'arrel finita; el cas original de Mehta corresponent al sistema d'arrels An−1.
{\displaystyle {\frac {1}{(2\pi )^{n/2}}}\int \cdots \int \left|\prod _{r}{\frac {2(x,r)}{(r,r)}}\right|^{\gamma }e^{-(x_{1}^{2}+\cdots +x_{n}^{2})/2}dx_{1}\cdots dx_{n}=\prod _{j=1}^{n}{\frac {\Gamma (1+d_{j}\gamma )}{\Gamma (1+\gamma )}}}
El producte està sobre les r arrels del sistema d'arrels i els nombres dj són els graus dels generadors de l'anell d'invariants del grup de reflexió. Opdam (1989) va donar una prova uniforme per a tots els grups cristal·lins de reflexió. Diversos anys després ho va demostrar en general (Opdam (1993)), utilitzant els càlculs assistits per ordinador per Garvan.